# Fernando, o Infante Santo
O Beato Fernando de Portugal, dito o Infante Santo (Santarém, 29 de setembro de 1402 – Fez, 5 de junho de 1443), foi o oitavo filho do rei João I de Portugal e de sua mulher, Filipa de Lencastre, tendo sido o mais novo dos membros da Ínclita Geração.

## História
Cedo se mostrou interessado na questão religiosa e, ainda muito jovem, foi ordenado 2.º Administrador da Ordem de Avis por seu pai, que o fizera também 1.º Senhor de Salvaterra de Magos e de Atouguia da Baleia.
Por ser o irmão mais novo, não teve acesso, como os mais velhos, a tantas riquezas, e intenta pôr-se ao serviço do papa, do imperador, ou de outro soberano europeu para ganhar prestígio e prebendas. O próprio papa Eugênio IV chegou a oferecer-lhe, em 1434 o título de cardeal que recusou. Por incentivo dos irmãos mais velhos acaba por desistir, virando as suas atenções para a luta da cruzada em Marrocos, da qual lhe poderia vir imensa boa fortuna.

Armas do infante dom Fernando de Portugal

Assim, em 1437 participou numa expedição militar ao Norte de África, comandada pelo irmão mais velho o Infante D. Henrique. O rei D. Duarte terá entregue ao Infante D. Henrique, seu irmão, uma carta com algumas recomendações úteis, que foram por algum motivo ignoradas. A campanha revelou-se um desastre e, para evitar a chacina total dos portugueses, estabeleceu-se uma rendição pela qual as forças portuguesas se retiram, deixando o infante como penhor da devolução de Ceuta (conquistada pelos portugueses em 1415). No entanto, o infante pareceu ter pressentido o seu destino, pois ao despedir-se do seu irmão D. Henrique, lhe terá dito "Rogai por mim a El-Rei, que é a última vez que nos veremos!".
A divisão na metrópole entre os apoiantes da entrega imediata de Ceuta, ou a sua manutenção, conseguindo por outras vias (diplomática ou bélica), o resgate do infante, foi coeva da morte de D. Duarte (que morreu vítima da epidemia de peste que contaminou o Reino e ao que parece, de desgosto pelo fracasso da expedição a Tânger e do cativeiro de D. Fernando), o que impediu um desfecho favorável à situação.
Fernando foi entretanto levado para Fez, sendo tratado ora com todas as honras, ora como um prisioneiro de baixa condição (sobretudo depois de uma tentativa de evasão gorada, patrocinada por Portugal). Daí escreve ao seu irmão Infante D. Henrique, um apelo, pedindo a sua libertação a troco de Ceuta. Mas a divisão verificada na Corte em torno deste problema delicado e diversas ocorrências ocorridas com os governadores da praça-forte levam a que D. Fernando assuma o seu cativeiro com resignação cristã e morra no cativeiro de Fez em 1443 — acabando assim o problema da devolução ou não de Ceuta por se resolver naturalmente. Pelo seu sacrifício em nome dos interesses nacionais, viria a ganhar o epíteto de Infante Santo.
Pesará sempre a lembrança da morte trágica de D. Fernando, e com a maioridade de Afonso V, seu sobrinho, desejoso de feitos guerreiros contra o Infiel em África, sucedem-se as tentativas de conquista, viradas sempre para Tânger, a fim de o vingar — primeiro em 1458 (acabando por desistir, dada a aparente inexpugnabilidade da cidade, e voltando-se para Alcácer Ceguer), depois nas "correrrias" de 1463-1464, enfim a tomada de Arzila em 1471, embora uma vez mais o objectivo fosse Tânger. De resto, após a tomada de Arzila, os mouros de Tânger, sentindo-se desprotegidos (pois eram a única praça muçulmana no meio de terra de cristãos) e abandonados pelo seu chefe (que a troco do reconhecimento, por Afonso V, do título de rei de Fez, concedia ao monarca português o domínio de toda a região a Norte de Arzila, na qual Tânger se encontrava), deixaram a cidade, facto que muito custou ao rei português, por se ver assim impossibilitado de fazer pagar cara a morte de D. Fernando, seu tio.

## Devoção

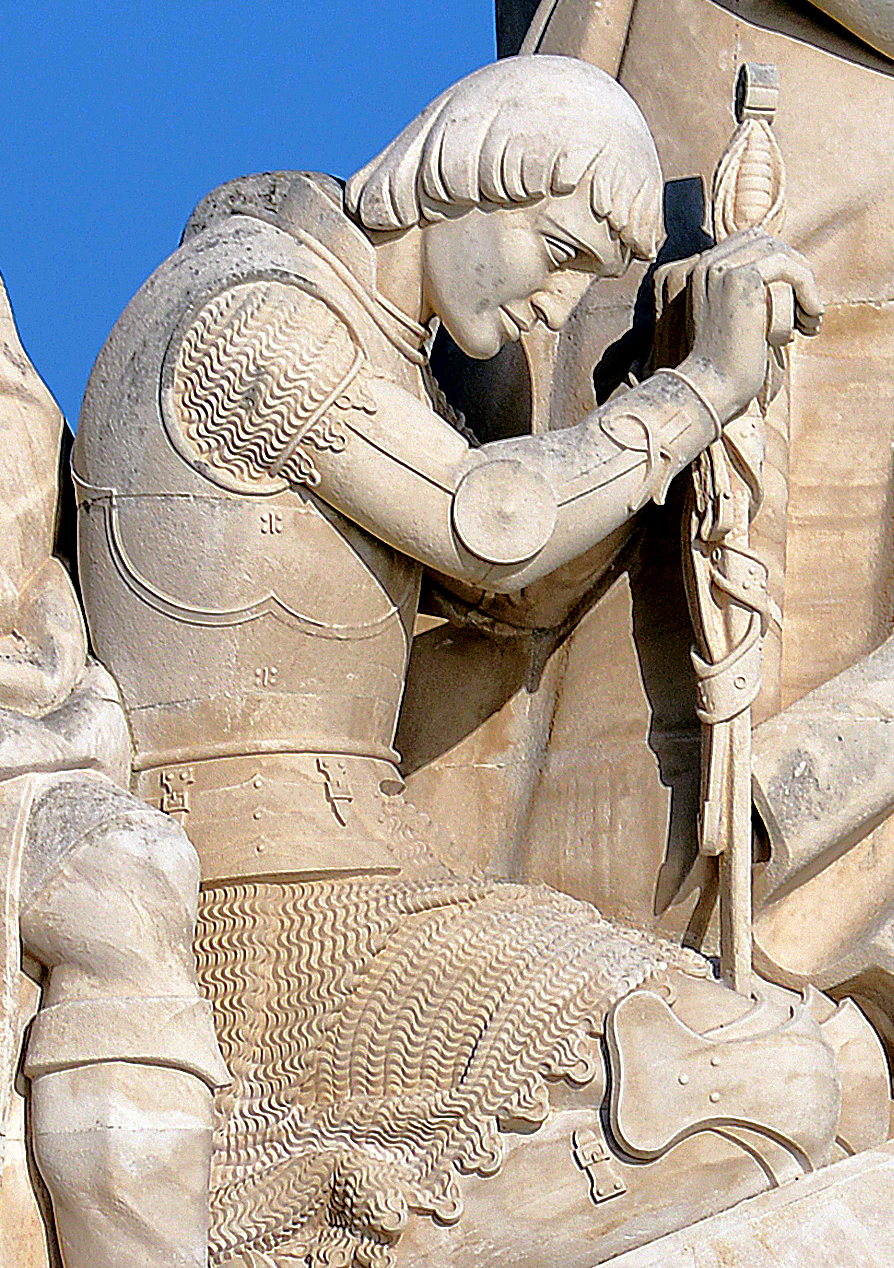
Efígie do Infante Santo no Padrão dos Descobrimentos, em Lisboa, Portugal.

Por meio desse mesmo tratado concluído com o agora rei de Fez, os restos mortais do Infante, que se achavam naquela cidade, passaram para as mãos dos portugueses, tendo sido solenemente transferidos para o Mosteiro da Batalha, onde hoje repousam ao lado dos pais e irmãos, na Capela do Fundador.
O seu culto religioso foi aprovado em 1470 e os bolandistas o incluem no rol dos beatos portugueses.

Uma teoria recente sobre os Painéis de São Vicente de Fora defende que os mesmos têm como figura central o próprio Infante Santo, e não S. Vicente, estando o mesmo rodeado pelos seus irmãos e família nos painéis centrais. Este conhecido quadro de Nuno Gonçalves seria assim uma homenagem nacional ao Infante mártir, morto no exílio por defesa do território nacional.